# 宗方勝巳
宗方 勝巳（むなかた かつみ、1937年〈昭和12年〉7月25日 - 、本名同じ）は、日本の俳優。一般財団法人グリーンクロスジャパン評議員。大阪府堺市出身。現在は神奈川県鎌倉市在住。妻は女優の長内美那子。旧芸名は宗方 勝己（読みは同じ）及び谷川 勝巳（たにがわ かつみ）。

## 人物
明治大学付属中野高等学校定時制を経て明治大学文学部仏文科卒業。
1958年にテレビドラマ『バス通り裏』に出演して知名度を上げ人気に。
長内美那子とは、テレビドラマ『古都』での共演がきっかけで1967年に結婚。
2006年に脳梗塞を患い、2007年には大腸癌を併発し闘病生活を送っていたが現在は克服している。
また妻と共にワイドショーの司会も務めるなど多岐に渡り活躍。
趣味はゴルフ、書道、尺八など。

## 出演

### テレビドラマ
- バス通り裏（1958年 - 1963年、NHK）※谷川勝巳名義
- 嫁ぐ日まで 第18話「言えなかった一言」（1963年、CX）
- 武田ロマン劇場 / 螢の光（1963年、NTV）
- ライオン奥様劇場 / 妻の持つ扇（1964年、CX）
- 高杉晋作（1963年 - 1964年、TBS） - 高杉晋作
- NHK文芸劇場 推理文学シリーズ「心理試験」（1963年、NHK）
- 近鉄金曜劇場 / 岡田茉莉子シリーズ「誰に告げん」（1965年、ABC）
- ライオン奥様劇場 / 古都（1966年、CX）
- ああ!!コメディアン（1966年、ABC） - 都一也
- 眠狂四郎 第9話「紅蓮菩薩」（1967年、CX）
- あゝ同期の桜 第14話「祖国よ永遠に」（1967年、NET）
- 仮面の忍者 赤影 第2話「甲賀の悪童子」（1967年、KTV / 東映） - 伴兵五郎
- 伝七捕物帳（1968年、ABC）
  - 第6話「千鳥の女」 - 真吉
  - 第15話「呪いの玉」
- カツドウ屋一代（1968年、MBC）
- 仇討ち 第12話「討たれの旅に」（1968年、TBS）
- ライオン奥様劇場 / 姉妹化粧（1968年、CX） - 松村寛次
- 風 第29話「若き祈り」（1968年、TBS / 松竹）
- 鞍馬天狗（1967年 - 1968年、MBS）
- 愛妻くんこんばんは 第36話「甘い怪談」（1968年、TBS / 日活）
- 怪奇大作戦 第2話「人喰い蛾」（1968年、TBS / 円谷プロ） - 西条
- キイハンター（TBS）
  - 第13話「銀色の銃を持つ男」（1968年）
  - 第87話「女殺し屋シカゴーズ只今参上」（1969年）
  - 第103話「ダイヤルMに呼ばれた男」（1970年）
  - 第132話「日本アルプス大追跡作戦」（1970年） - 難波
- 特別機動捜査隊（NET / 東映）
  - 第358話「まぼろしの女」（1968年） - 畑中医師
  - 第361話「東京は怖い」（1968年） - 児玉
  - 第413話「麻薬」（1969年） - 賀山
  - 第423話「石狩の女」（1969年） - 第800話「あヽ夫婦」（1977年） - 畑野刑事（不定期）
- おーい幸福! 第2話「オーイ慰謝料!」（1969年、NTV / 東宝）
- ややととさん（1969年、NTV / よみうりテレビ） - 山本二郎
- 素浪人花山大吉 第31話「狂った奴ほど強かった」（1969年、NET）
- 日本任侠伝 第2話「笹川繁蔵」（1969年、NET）
- お嫁さん 第7シリーズ（1969年- 70年、フジテレビ / 松竹）- 本間正明
- 銭形平次（CX）
  - 第138話「女の賭け」（1968年） - 芳三
  - 第200話「盗賊に賭けた十手」（1970年） - 佐吉
  - 第268話「指政の死」（1971年） - 朝次
  - 第536話「狼の罠」（1976年） - 宗三郎
  - 第611話「おたみの江戸見物」（1978年） - 栄二郎
  - 第744話「祭囃子に金が降る」（1980年） - 望月精四郎
- 蒼ざめた午後（1971年、CX / 東海テレビ）
- 大忠臣蔵 （1971年、NET / 三船プロ） - 杉野十平次
- ありがとう（1972年8月10日、TBS / テレパック） 第2シリーズ 第29話 - 日下新一
- ご存知時代劇 / 月形半平太（1973年、NET）
- まんまる四角（1973年、TBS） - 立花
- 無宿侍 第11話「逃亡街道」（1973年） - 和田市之助
- 宮本武蔵（1975年 - 1976年、CX） - 吉岡清十郎
- 必殺シリーズ（ABC / 松竹）
  - 必殺仕置屋稼業（1975年 - 1976年） - 与力・村野
  - 必殺仕事人 第16話「綺麗な花には何故棘があるのか?」（1979年） - 北出角之進
  - 新・必殺仕事人 第29話「主水ねこばばする」（1982年） - 原田毅一郎
  - 必殺仕事人V 第17話「加代 子守唄を歌う」（1985年） - 矢崎
  - 必殺橋掛人 第13話「子連れ刺客の魔剣を探ります」（1985年） - 田所外記
  - 必殺仕事人V・激闘編 第27話「主水、トカゲのしっぽ切りに怒る」（1986年） - 神尾主膳
  - 必殺仕事人V・風雲竜虎編 第16話「白か黒か大商人誘拐騒動」（1987年） - 大蔵屋善兵衛
- がんばれ!!ロボコン 第66話「プンゲラシュン!!さよならまこと大山家」（1976年、NET / 東映） - 沢村
- お耳役秘帳 第16話「おせん女地獄」（1976年、KTV / 歌舞伎座テレビ） - 佐平次
- 水戸黄門（TBS / C.A.L）
  - 第8部 第24話「裏切り武士道・宇和島」（1977年） - 有馬正右
  - 第13部 第16話「死を賭けた裏切り・鳥取」（1983年） - 池田綱清
  - 第14部 第17話「天下無敵の女棋士・天童」（1984年） - 松平忠弘
  - 第15部 第2話「助格駕籠屋と客引き老公・松山」（1985年） - 松平定直
  - 第19部 第6話「因業爺は瓜二つ・仙台」（1989年） - 宗兵衛
  - 第20部 第9話「黄門様の商ん人修行・大坂」（1991年） - 宗右衛門
  - 第23部 第3話「泣き笑い幽霊旅籠・熊谷」（1994年） - 久助
  - 第24部（1996年）
    - 第17話「女目明し仇討ち悲願・小倉」 - 鞆浦屋
    - 第24話「慕う坊やに娘の真心・高岡」 - 越中屋

  - 第25部 第10話「涙涙の父娘櫛・岸和田」（1997年） - 泉州屋
  - 第28部 第16話「恐れ入ったか! お茶壺道中・草津」（2000年）- 三浦屋功兵衛
  - 第29部 第23話「祝言に飛び込んだ男・会津」（2001年） - 会津屋正兵衛
  - 第31部 第5話「やんちゃ姫の大冒険・浜松」（2002年） - 秋月典膳
  - 第35部 第4話「湯の町守る孤独な正義・道後」（2005年） - 吉田彦兵衛
- 疾風同心 第25話「傷だらけの恋」（1979年、12ch / C.A.L） - 弥三郎
- そば屋梅吉捕物帳 第26話「江戸で一番いい男」（1980年、12ch / 国際放映） - 杉村大二郎
- 加山雄三のブラックジャック 第6話「復讐こそわが命」（1981年、ANB / 松竹）
- 女商一代 やらいでか!（1981年、CX / THK） - 宮地
- ザ・ハングマンシリーズ（ABC / 松竹芸能）
  - ザ・ハングマン（1981年）
    - 第36話「恐怖の処刑 空中引き回し」 - 佐川正行（作曲家）
    - 第48話「死人の恋 愛の言葉はさようなら」 - 杉村武

  - 新ハングマン 第14話「海女の刑・女体を密輸する逃がし屋」（1983年） - 石上安男（中光貿易社長）
  - ザ・ハングマンV 第21話「悪徳市長にハングマンが逮捕される!」（1986年） - 宮下信次（宮下不動産社長）
- 時代劇スペシャル / 新吾十番勝負 第三部「愛に生き剣に生きる青春」（1982年、CX） - 徳川宗春
- 松平右近事件帳 第12話「若君を消せ!」（1982年 日本テレビ / ユニオン映画）-土井利行
- ザ・サスペンス / 山之内家の惨劇 古都の首なし殺人!いま女の欲望に火が…（1983年、TBS）
- 月曜ワイド劇場 / 契約母子 9年間の夫の浮気（1984年、ANB / 松竹）
- 刑事物語'85 第18話「湘南ギャル殺人事件」（1985年、NTV / ユニオン映画）
- 松本清張サスペンス・隠花の飾り / 百円硬貨（1986年、KTV / 松竹）
- 部長刑事 第1607話「パリの亡霊」（1989年、ABC）
- 長七郎江戸日記 第3シリーズ 第1話「将軍が消えた」（1990年、NTV / ユニオン映画） - 一色肥後守
- 月影兵庫あばれ旅 第2シリーズ 第6話「妖しい姫君の野望!」（1990年、TX / 松竹） - 遠州屋仁左衛門
- 八百八町夢日記 第2シリーズ SP「みちのく忠臣蔵」（1991年、NTV / ユニオン映画） - 津軽寧則
- 火曜サスペンス劇場（日本テレビ）
  - 「誰かが聞いている」（1991年11月） - 麻生公康
- 喧嘩屋右近 第1シリーズ 第8話「賞金稼ぎの裏の顔」（1992年、TX / 松竹）
- 闇を斬る!大江戸犯科帳 第8話「雪姫ご乱行」（1993年、NTV / ユニオン映画） - 水戸宗脩
- あばれ八州御用旅 第4シリーズ 第2話「狼たちの哀歌!疑惑の賞金首」（1994年、TX / ユニオン映画） - 大利根屋徳兵衛
- 江戸を斬るVIII 第13話「愛しい娘が殺人者」（1994年、TBS / C.A.L） - 菱屋
- 水戸黄門外伝 かげろう忍法帖 第13話「悪党共よ夢を見ろ」（1995年、TBS / C.A.L） - 丸尾主膳
- 女と愛とミステリー「捜査検事・近松茂道2」（2003年） - 大西真吾
- 土曜ワイド劇場（ANB→EX）
  - 「広域捜査官 楠錬三郎3」（2003年）
  - 「超高層ホテルウーマンvs女ガードマン」（2007年） - 森山聡
- 超星艦隊セイザーX（2005年、TX） - 安藤宗二郎
- 水曜ミステリー9「神楽坂署生活安全課2・赤い自転車泥棒の謎」（2006年、TX） - 進藤正直

など

### 映画
- 新しい背広（1957年、東宝） - 邦夫 ※谷川勝巳名義
- 愛の系譜（1961年、松竹） - 兼藤良晴
- ママのおうちが燃えているの（1961年、松竹） - 山本良一（18歳）
- 熱愛者（1961年、松竹） - 田口
- パラキンと九ちゃん 申し訳ない野郎たち（1962年、松竹）
- 義士始末記（1962年、松竹） - 間新六
- 千客万来（1962年、松竹）
- 学生芸者 恋と喧嘩（1962年、松竹） - 池内春夫
- 僕チン放浪記（1962年、松竹） - 弟・泰雄
- 京子の初恋 八十八夜の月（1962年、松竹） - 三島欣平
- 港に消えたあいつ（1962年、松竹） - 辰
- 女野次喜多タッチ旅行（1963年、松竹）
- 星屑の町（1963年、松竹） - 昌広
- 独立美人隊（1963年、松竹） - 南克也
- いも侍・蟹右衛門（1964年、松竹） - 星野金次郎
- 求婚旅行（1965年、松竹） - 「週刊世界」デスク
- この声なき叫び（1965年、松竹） - 広瀬刑事
- あの娘と僕 スイム・スイム・スイム（1965年、松竹） - 三輪恭介
- すっ飛び野郎（1965年、松竹） - 子分隼の秀
- 殴り込み侍（1965年、松竹） - 宇佐美義沖
- いも侍・抜打ち御免（1965年、松竹） - みすがら紋次
- さよなら列車（1966年、松竹） - 坂田民夫
- おはなはん（1966年、松竹） - 尾形中尉
- おはなはん 第二部（1966年、松竹） - 尾形大尉
- 純情二重奏（1967年、松竹） - 田中
- こわしや甚六（1968年、松竹） - 兵庫一郎
- 猛烈社員 スリゴマ忍法（1969年、松竹） - 三津川友一郎
- めくらのお市 みだれ笠（1969年、松竹） - 枝川数馬
- めくらのお市 命貰います（1970年、松竹） - 富之介
- 喜劇 おめでたい奴（1971年、東宝） - 沢田
- 劇場版 超星艦隊セイザーX 戦え!星の戦士たち（2005年、東宝） - 安藤宗二郎[1]

など

### CM
- シーチキン（1978年、はごろも缶詰）

### 舞台
- 楊貴妃伝（1981年、三越劇場）
- 序の舞（1984年、御園座特別公演）
- 恋ものがたり（1993年1月 - 1994年1月、新宿コマ劇場 / 中日劇場）
- クリスマスキャロル（1998年12月、鎌倉市民シアター演劇公演） - 監修
- 二人のビッグステージ（2002年7月、新宿コマ劇場）
- どてらい男（ヤツ）（2006年10月、京都四條南座）
- みんなのヒーロー（2007年、恵比寿一丁目劇団秋の公演）※特別出演

など

### ラジオ
- ウテナ ミュージックオンパレード（1961年、ラジオ関東）

### その他
- 競馬中継（小倉競馬場）テレビ西日本制作・メインMC（1970年代）※現KEIBA BEAT
- 競馬実況（ゲスト出演）
- 北鎌倉台峯保全企画「小津安二郎と美しい日本語、そして北鎌倉」（2003年） - 朗読